# Delias sanaca
Delias sanaca is een vlindersoort uit de familie van de Pieridae (witjes), onderfamilie Pierinae.
Delias sanaca werd in 1857 beschreven door Moore.